# Высокое (Гурьевский район)
Высо́кое — посёлок в Гурьевском городском округе Калининградской области. Входит в состав Низовского сельского поселения.

## История
Населённый пункт был основан около 1400 года.
В 1946 году Погауэн был переименован в посёлок Высокое.

## Население
| 2002 | 2010 |
| ---- | ---- |
| 435  | ↘427 |